# Forcipomyia kamilaroi
Forcipomyia kamilaroi är en tvåvingeart som beskrevs av Debenham 1983. Forcipomyia kamilaroi ingår i släktet Forcipomyia och familjen svidknott. Inga underarter finns listade i Catalogue of Life.